# カフーを待ちわびて
『カフーを待ちわびて』（カフーをまちわびて、Waiting for good news）は、原田マハによる日本の恋愛小説。

## 概要
2006年に、第1回日本ラブストーリー大賞を受賞した、作者の小説家デビュー作。
エイベックス・エンタテインメントにより映画化され、2009年春に公開された。また、有羽なぎさにより漫画化され、『デザート』（講談社）系列の雑誌に掲載された。
タイトルのカフーとは、「いい報せ」「幸せ」の2つの意味を持つ沖縄の方言である。
2009年に外伝となる小説「花々」が出版された。本作ではスポットを当てられなかった人々などを主人公とした短編小説。
書籍情報
- 単行本：2006年4月発行、ISBN 4796652124
- 文庫本：2008年5月発行、ISBN 9784796663526

## あらすじ
沖縄県与那喜島で雑貨店を営みながら、のんびりと暮らす友寄明青の元に、一通の手紙が届く。
差出人は、幸という見覚えのない名前。彼女は、明青が数カ月前、旅先の神社で冗談まじりに「嫁に来ないか」と書いた絵馬を見て、『その言葉が本当なら私をお嫁さんにして下さい』と手紙で伝えてきたのだった。やがて、「幸」と名乗る女性が現れる……。

## 登場人物
「演」は、映画のキャスト
友寄 明青（ともよせ あきお）
演：玉山鉄二
35歳。13年前に、祖母から家業の雑貨店を引き継いだ。店は、近所のおじいやおばあの井戸端会議の場ともなり、明青も何となく付き合っている。祖母は7年前に亡くなり、現在は一人暮らしで、毎晩裏のおばあが夕食を作ってくれる。不慮の事故により左手が不自由。島のリゾート開発は反対派。
幸（さち）
演：マイコ
23歳。手紙が明青の元に来てから約3週間後に、明青を訪ねてきた。色白の美人。家事は不得手らしい。よく食べ、よく寝る。お転婆な面とお淑やかな面を併せ持つ。過去を話そうとしないミステリアスな女性。
カフー
明青の飼い犬。黒のラブラドール・レトリバー。2年前に幼なじみの渡のところで生まれたのを貰った。明青にとって、かけがえのない家族。おとなしく賢いが、俊一にだけは必ず吠えかかる。
裏のおばあ（映画：玉城ミツ）
演：瀬名波孝子
明青の家の裏に住むおばあ。島唯一のユタ。86歳。明青は物心ついた時から、おばあに遊んでもらっていた。
新垣 渡（あらがき わたる）
演：勝地涼
明青の幼なじみ。カフー母犬を飼っている。アガリクスの栽培をしており、開発には最初は反対していたが、金銭面の問題で賛成派に。
照屋 俊一（てるや しゅんいち）
演：尚玄
明青の幼なじみ。リゾート会社を経営する実業家。北陸の島のリゾート開発に成功し、与那喜島もリゾート開発をしようと計画している。
田中 庄司（たなか しょうじ）
東京出身。ダイビングショップを経営している。ダイビング好きが高じて、5年前島に移住した。渡から貰った犬（カフーの兄弟）を2匹飼っている。開発反対派の急先鋒。

## 映画

### あらすじ
南の小さな島で雑貨店をしながら愛犬のカフーと暮らす明青（玉山鉄二）は、ある日1通の手紙を受け取る。そこには「あなたのお嫁さんにしてください」というメッセージが書かれており、突然「幸」と名乗る美しい女性（マイコ）が島を訪れたのだが、実は彼女には、島を訪れる理由があった……。

### キャスト
主なキャストについては#登場人物を参照。
- 比嘉辰夫：宮川大輔
- 宜保秀雄（村長）：ほんこん
- 新垣梨香：伊藤ゆみ
- 新垣成子：白石美帆（友情出演）
- 友寄美晴：高岡早紀（明青の母）
- 高木吉雄：沢村一樹
- 医師：大口広司
- 明美：かでなれおん
- カフー：ラッシュ / マコ

### スタッフ
- 監督：中井庸友
- 原作：原田マハ
- 脚本：大島里美
- 音楽：池頼広
- 主題歌：moumoon 『EVERGREEN』
- 沖縄の言葉指導：金城翔子
- 沖縄今帰仁村のコーディネーター：上間宏明
- 特別協力：読売新聞社
- 製作：「カフーを待ちわびて」製作委員会（エイベックス・エンタテインメント、メモリーテック、宝島ワンダーネット、クオラス、アカシック、STUDIO SWAN、NECビッグローブ、リーブルー）
- 支援：文化庁
- 制作プロダクション：STUDIO SWAN
- プロダクション協力：フェローピクチャーズ
- 配給：エイベックス・エンタテインメント

### 備考
主題歌であるmoumoon『EVERGREEN』のミュージック・ビデオは、映画と同じく中井庸友が監督し、「カフーを待ちわびて もうひとつの物語。」という題材となっている。ここでは、映画本編では描かれていない、終盤の「あるシーンの裏側」を描いている（映画本編からのカットを含む）出演は、玉山鉄二、マイコ、moumoon。